# Wayne van Dorp
Wayne van Dorp (Vancouver, 19 mei 1961) is een voormalige Nederlands-Canadese ijshockeyer. Hij bezit een dubbele nationaliteit, gedurende zijn carrière kwam hij echter uit voor het Nederlandse ijshockeyteam. Tijdens zijn professionele carrière speelde hij onder andere voor de Edmonton Oilers, de Pittsburgh Penguins, de Chicago Blackhawks en de Quebec Nordiques. In Nederland speelde hij enkele seizoenen voor SIJ Feenstra en GIJS Groningen.